# Daniel Ochefu
Daniel Ochefu (Baltimore, 15 de dezembro de 1993) é um jogador norte-americano de basquete profissional que atualmente joga pelo Washington Wizards, disputando a National Basketball Association (NBA). 